# تعادل پس‌انداز-سرمایه‌گذاری

## بررسی اجمالی
در حساب‌های ملی، سرمایه‌گذاری دارای سه بخش است: نخست خانه‌های مسکونی تازه ساز که توسط خانوارها ایجاد می‌شوند، دوم ساختمانهای تازه سازی که بنگاهها برای مقاصد تجاری خود احداث می‌کنند به علاوه وسایل و ماشین آلات دست اول که بنگاه‌ها برای امر تولید خریداری می‌کنند، و سوم کالاهایی که بنگاه‌ها به صورت تغییر در موجودی انبارهای خود نگهداری می‌نمایند.
بر مبنای اصول اقتصاد کینزی، مقداری پولی که پس از کسر هزینه‌ها از درآمدهای قابل‌مصرف هر فردی باقی می‌ماند پس‌انداز نامیده می‌شود. پس‌اندازهای افراد می‌تواند بعداً سرمایه‌گذاری شود و درآمدهای بیشتری را برای آن‌ها ایجاد کند. پس‌انداز و میزان آن یکی از عوامل نشان دهنده میزان توسعه یافتگی جوامع است. جوامع کم توسعه یافته، پس‌انداز کمتری دارند. این اصل را می‌توان به خانواده‌ها نیز تعمیم داد. به این معنا که خانواده‌های مرفه، پس‌انداز بیشتری دارند و هر چه وضعیت اقتصادی خانواده ضعیفتر باشد، پس‌انداز کمتری نیز دارد.

## رابطه بین پس‌انداز و سرمایه‌گذاری
حال که پس‌انداز و سرمایه‌گذاری به صورت جداگانه مطرح می‌شوند، برای روشن‌تر شدن ارتباط بین این دو بهتر است به این سؤال پاسخ دهیم که آیا پس‌انداز همان سرمایه‌گذاری است؟ پاسخ به این سؤال منفی است. درست است که خانوارها و بنگا ه‌ها از محل پس‌انداز خانوارها، به صورت مستقیم یا غیر مستقیم (با واسطه بازار مالی) دست به سرمایه‌گذاری می‌زنند، اما پس‌انداز و سرمایه‌گذاری همیشه با هم مساوی نیستند. تفاوت بین پس‌انداز و سرمایه‌گذاری به صورت سرمایه‌گذاری غیرعمدی که همان تغییر در موجودی انبارها است، ظاهر می‌شود. اگر سرمایه‌گذاری بیش از پس‌انداز باشد، موجودی انبارها کاهش خواهند یافت و اگر کمتر از آن باشد به موجودی انبارها اضافه خواهد شد. وجود تفاوت بین پس‌انداز و سرمایه‌گذاری البته به صورت مداوم در یک جهت ادامه نخواهد یافت و وجود این تفاوت نیروهایی را در جهت کاستن از آن ایجاد می‌کند و اجازه نمی‌دهد اقتصاد از تعادل خارج گردد.

## توضیحات
در اقتصاد تعادل پس‌انداز - سرمایه‌گذاری یا تعادل I-S به معنای برابر بودن تفاضل پس‌انداز ملی و سرمایه‌گذاری ملی با حساب جاری می‌باشد. این رابطه از ماهیت معادله تولید ناخالص داخلی به دست آمده‌است.

### معادلهتولید ناخالص داخلی
تولید ناخالص داخلی بدین صورت تعریف می‌شود:
{\displaystyle Y=C+I+G+(EX-IM)}
که در آن
- Y: تولید ناخالص داخلی
- C: مصرف ملی
- I: سرمایه‌گذاری ملی
- G: هزینه‌های دولت
- EX: صادرات
- IM: واردات
- EX－IM:حساب جاری.

توضیح حساب جاری: تفاضل ارزش صادرات و واردات در یک کشور حساب جاری نامیده می‌شود.حساب جاری دربرگیرنده چهار جزء اصلی است:
الف- صادرات و واردات کالا: مانند صادرات نفت، فرش، پسته، … و واردات مواد اولیه و ماشین آلات. ب- صادرات و واردات خدمات: مانند اعزام دانشجو به خارج برای تحصیل و اعزام بیمار به خارج برای درمان (واردات)، یا ورود جهانگردان به کشور و فعالیت سفارتخان ه‌های خارجی در کشور (صادرات). ج- ورود درآمد حاصل از سرمایه‌گذاری‌های کشور در خارج (صادرات) یا خروج درآمد حاصل از سرمایه‌گذاری خارجیان در داخل (واردات. د- دریافت کمک‌های خارجی یا پرداخت اعانات و کمک‌ها به کشورهای دیگر.

### بازنویسی معادلهتولید ناخالص داخلی
تولید ناخالص ملی را می‌توان به شکل زیر بازنویسی کرد:
{\displaystyle (Y-T-C)+(T-G)-I=EX-IM}
که در آن
T نشان دهنده مالیات می‌باشد.
(Y-T-C) نمایانگر پس‌انداز بخش خصوصی است.
(T-G) پس‌انداز دولت را نشان می‌دهد.

### به دست آوردن تعادل پس‌انداز - سرمایه‌گذاری
حال ما S را به عنوان پس‌انداز ملی (= پس‌انداز بخش خصوصی + پس‌انداز دولت) تعریف می‌کنیم و این مفهوم را به شرح زیر بازنویسی می‌کنیم:
{\displaystyle S-I=EX-IM}

این معادله حاکی از آن است که تفاضل پس‌انداز ملی و سرمایه‌گذاری ملی برابر است با حساب جاری.